# British Rail Mark 3
British Rail Mark 3 – seria brytyjskich wagonów kolejowych budowana w zakładach BREL w latach 1975–1988, przeznaczona do stosowania w pociągach klasy InterCity. Większość wagonów, występująca w wielu wariantach, jest nadal wykorzystywana, w szczególności w połączeniu z dwoma lokomotywami British Rail Class 43, tworząc składy Intercity 125. Niektórzy operatorzy wykorzystują je także w składach klasycznych, razem z lokomotywą British Rail Class 67. Wagony Mark 3 posiadają udoskonalone zawieszenie pneumatyczne, dzięki czemu wyróżniają się wyjątkowo płynną jazdą. Wagony te posiadają nietypowy system otwierania drzwi – klamka znajduje się jedynie na zewnątrz wagonu i aby otworzyć drzwi od środka należy najpierw otworzyć okno znajdujące się w drzwiach wagonu.